# Левероне (Империја)
Левероне је насеље у Италији у округу Империја, региону Лигурија.
Према процени из 2011. у насељу је живело 88 становника. Насеље се налази на надморској висини од 516 м.